# Tüdevtei, Zavkhan
Tüdevtei (tiếng Mông Cổ: Түдэвтэй) là một sum của tỉnh Zavkhan ở miền tây Mông Cổ. Vào năm 2005, dân số của sum là 2.003 người.

## Địa lý
Sum có diện tích khoảng 2.700 km2. Trung tâm sum, Oigon, nằm cách tỉnh lỵ Uliastai 200 km và thủ đô Ulaanbaatar 1.055 km.

### Khí hậu
Nhiệt độ trung bình hàng năm ở khu vực này là -2 °C. Tháng ấm nhất là tháng 7, khi nhiệt độ trung bình là 20 °C và lạnh nhất là tháng 1, với -25 °C. Lượng mưa trung bình hàng năm là 229 mm. Tháng ẩm ướt nhất là tháng 7, với lượng mưa trung bình là 53 mm, và khô nhất là tháng 1, với 3 mm.

## Kinh tế
Sum có một trường học, bệnh viện và khu du lịch.